# Come on Home (Bethany Joy Lenz)
Come On Home è l'album del 2005 inciso dalla popstar americana Bethany Joy Lenz.

## Tracce
1. Songs in my Pockets
2. Leaving Town Alive
3. Crazy Girls
4. Sunday Train
5. If You're Missing